# Bolxaia Privàlovka
Bolxaia Privàlovka (en rus: Большая Приваловка) és un poble de l'óblast de Vorónej, a Rússia, segons el cens del 2010 tenia 582 habitants.